# Portiragnes
Portiragnes este o comună în departamentul Hérault din sudul Franței. În 2009 avea o populație de 3.102 de locuitori.

## Evoluția populației
| An        | 1975  | 1982  | 1990  | 1999  | 2006  | 2009  |
| --------- | ----- | ----- | ----- | ----- | ----- | ----- |
| Populație | 1.202 | 1.348 | 1.770 | 2.278 | 2.992 | 3.102 |